# WZB-Studie zu religiösem Fundamentalismus
Die WZB-Studie zu religiösem Fundamentalismus ist eine Studie, die 2014 von Ruud Koopmans am Wissenschaftszentrum Berlin für Sozialforschung unter dem Titel Religious Fundamentalism and Out-Group Hostility among Muslims and Christians in Western Europe veröffentlicht wurde. Sie hatte das Ziel herauszufinden, ob und wie stark fundamentalistische Einstellungen unter Muslimen und Christen in Westeuropa verbreitet sind. Dafür wurden bereits im Jahr 2008 Muslime und Christen in sechs westeuropäischen Ländern mit Aussagen zu Fundamentalismus und Abneigung gegenüber Fremdgruppen („outgroup-hostility“) konfrontiert. Koopmans strebte mit seiner Auswertung von 2014 einen internationalen Vergleich zwischen den fundamentalistischen Einstellungen von eingewanderten Muslimen und als einheimisch betrachteten Christen in sechs Ländern an. Er schlussfolgerte aus seinen Ergebnissen, dass Fundamentalismus unter westeuropäischen Muslimen kein Randphänomen sei. Der Wissenschaftler betonte am Ende seiner Darlegungen aber auch ausdrücklich, dass der Zusammenhang von Fundamentalismus und Gewalt/politischem Extremismus nicht in dieser Studie untersucht würde.
Die Studie ist hoch umstritten. Sowohl deutsche als auch internationale Medien setzten sich mit ihr und ihrer Wirkung auseinander. Einigen Gruppierungen, wie der AfD-Fraktion im Deutschen Bundestag, diente sie als Bestätigung und Begründung für ihre Ablehnung des Islam als Gesamtphänomen. Kritiker warfen Koopmans vor, Öl ins Feuer zu gießen und die islamfeindliche Debatte in Deutschland und Europa anzuheizen. Koopmans gab beispielsweise nicht an, welchem Prozentsatz der Gesamtbevölkerung die von ihm befragten Muslime entsprachen, zumal er nur Muslime der ersten und zweiten Migrantengeneration mit türkischen oder marokkanischen Wurzeln berücksichtigte. Auch wurden bei allen Variablen etwa doppelt so viele Muslime wie Christen befragt. Koopmans selbst wertete seine Studie nicht. Wissenschaft bringe objektive Ergebnisse hervor, für die er keine persönliche Verantwortung übernehmen könne.

## Ausgangslage
Als Anlass für die WZB-Studie wurde angegeben, dass der Debatte über islamischen Fundamentalismus und muslimische Einwanderung die wissenschaftliche und statistische Basis fehle. Vor allem interessierte den Autor dabei der Vergleich mit der Einstellung westeuropäischer Christen zu Fundamentalismus. Zu Christen gebe es bereits Studien, die auch zeigten, dass eine fundamentalistische Einstellung oft einhergeht mit einer Ablehnung gruppenfremder Personen.
Zunächst gab Koopmans den bis dahin aktuellen Forschungsstand wieder. Er wies darauf hin, dass die Mehrheit der Studien zu religiösem Fundamentalismus sich auf christliche Gruppen, und im Besonderen auf amerikanische Protestanten, beziehe. Dabei sei in den letzten Jahren das wissenschaftliche Interesse an Fundamentalismus in mehrheitlich muslimischen Ländern gestiegen. Das Wort Fundamentalismus werde fast nur in Zusammenhang mit dem Islam gebraucht und habe deshalb eine direkte Assoziation der beiden zur Folge. Außerdem würde Fundamentalismus oft als Reaktion auf Säkularisierung und Modernisierung verstanden. Jedoch gebe es fast keine Studien bei muslimischen Immigranten im Westen dazu.
In Studien zu christlichem Fundamentalismus sei festgestellt worden, dass eine fundamentalistische Einstellung oft mit niedrigem Einkommen, niedrigem Bildungsgrad und wenig Prestige zusammenhängt. Träfe dies auch für Muslime zu, würde das vermehrt fundamentalistische Ansichten erwarten lassen, da Muslime im Westen oft generell einen niedrigeren sozialen Status haben. Bei Vergleichen sei es daher wichtig, auf Unterschiede der sozialen Stellung zu achten. Untersucht wurde in der vorliegenden Studie aber auch, inwiefern sich Muslime in Westeuropa durch gefühlte Diskriminierung mit ihrer Religion identifizieren. Koopmans bezeichnet das als reaktionäre Religiosität. Um zu sehen, wie Migranten von verschiedenen Staaten in die Gesellschaft integriert werden, griff er auf Daten des Migrant Integration Policy Index (MIPEX)2 zurück.

## Ziele
Die Studie verfolgte vier Zielfragen:
1. Wie hoch ist das Ausmaß des religiösen Fundamentalismus unter muslimischen Immigranten in Westeuropa und wie groß ist das Ausmaß an religiösem Fundamentalismus unter Christen in Westeuropa?
2. Welche sozio-ökonomischen Marker für religiösen Fundamentalismus gibt es unter Muslimen und welche sozio-ökonomischen Marker gibt es bei Christen im Vergleich dazu?
3. Kann man Fundamentalismus von anderen Formen der Religiosität unterscheiden, oder gehört er unweigerlich zur Strenggläubigkeit?
4. Welche Beziehung existiert zwischen religiösem Fundamentalismus und der Feindlichkeit der Gruppe gegenüber anderen Gruppen und besteht diese Beziehung in gleicher Weise bei Muslimen und Christen?[3]

## Fundamentalismusbegriff
Um den Forschungsgegenstand zu spezifizieren, gab Koopmans an, was in der Studie unter Fundamentalismus verstanden wird. Dabei hielt er sich an die (allgemein akzeptierte) Definition nach Bob Altemeyer und Bruce Hunsberger, die folgendermaßen lautet:
„Der Glaube, dass es eine Reihe von religiösen Lehren gibt, die die wesentliche, grundlegende, intrinsische, essentielle und unfehlbare Wahrheit über das Göttliche und die Menschheit beinhalten. Diese grundlegende Wahrheit steht bösen Mächten gegenüber, die bekämpft werden müssen. Diese Wahrheit muss befolgt werden, nach den grundlegenden, unveränderlichen Praktiken der Vergangenheit und diejenigen, die an diese grundlegenden Lehren glauben und ihnen folgen, haben eine besondere Beziehung zum Göttlichen“.
Im Sinne dieser Definition wollte Koopmans den Fundamentalismus von anderen Formen strenger Religiosität abgegrenzt sehen. Beispielsweise von Traditionalismus, denn oft würden bestimmte Aspekte bei Fundamentalisten betont und mit bestimmten Aspekten der Moderne kombiniert. Ebenso grenzte er den Begriff von dem der Orthodoxie ab, denn Orthodoxie spiegele die Art und Weise wider, wie Überzeugungen vertreten werden und nicht den Inhalt dessen, was geglaubt wird.
Des Weiteren wies Koopmans darauf hin, dass bei all diesen Begriffen zwischen verschiedenen Religionen und auch verschiedenen Strömungen einer Religion unterschieden werden müsse. Bei jeder müssten eigene Maßstäbe angesetzt werden, um Fundamentalismus zu messen.
Auf der anderen Seite wurde in der vorliegenden Studie zwischen dem Fundamentalismusbegriff und Islamismus bzw. Gewaltbewegungen unterschieden. Nicht alle Fundamentalisten seien gewalttätig und nicht alle gewalttätigen Gruppierungen seien fundamentalistisch motiviert; auch dann nicht, wenn es um nach außen gerichtete Feindlichkeit gehe. Dem Zusammenhang zwischen Fundamentalismus und Gewalt wurde in dieser Studie jedoch nicht nachgegangen.

## Durchführung

### Datenerhebung
Alle Daten stammen aus einer Umfrage von 2008, bei der Menschen mit und ohne Migrationshintergrund in Deutschland, Frankreich, Belgien, den Niederlanden, Österreich und Schweden befragt wurden. Koopmans publizierte 2013 zusammen mit Evelyn Ersanilli eine erste Darlegung dieser Umfrage und der verwendeten Methodik. Sie ist ebenfalls vom WZB unter dem Titel The Six Country Immigrant Integration Comparative Survey (SCIICS) – Technical report veröffentlicht worden. Diese Publikation diente auch als Basis der Rezeption in den Medien, da die Mehrheit der unten erwähnten Artikel vor 2014 erschienen ist.
Der Prozess der Datenerhebung wird in der Veröffentlichung von 2013 umfassend offen gelegt. Die Ergebnisse und Schlussfolgerungen der Umfrage wurden allerdings erst 2014 mitveröffentlicht. Die Publikation von 2014 hat daher eher den Charakter einer Metaanalyse.
Insgesamt wird eine Gesamtzahl von knapp 9.000 Befragungen angegeben (davon 3.373 mit Angehörigen der "Mehrheitsbevölkerung", also europäischen Christen; 3.344 mit Personen türkischer Herkunft, 2.204 mit Personen marokkanischer Herkunft). Diese Aufschlüsselung ist in der Veröffentlichung von 2014 nicht gegeben.
In allen sechs Ländern wurden Immigranten der ersten und zweiten Generation mit türkischen Wurzeln befragt. In Frankreich, Deutschland, Belgien und den Niederlanden wurden zusätzlich auch Menschen mit marokkanischen Wurzeln befragt. Grund dafür sei die zu geringe Zahl an Migranten aus Marokko in Schweden und Österreich. Die beiden Herkunftsländer seien insgesamt die wichtigsten in Bezug auf die Einwanderung in Europa. Durch die unterschiedliche Zusammensetzung der muslimischen Immigranten in den untersuchten Ländern seien die Daten in dieser Studie nicht repräsentativ für die gesamte muslimische Population in diesen Ländern. Auch deckt die Umfrage nicht alle Länder Westeuropas ab, aber mit Deutschland und Frankreich seien die beiden wichtigsten Einwanderungsländer für Muslime erfasst.
Die Auswahl der Probanden erfolgte durch eine Stichprobe aus Telefonbüchern. Um eine gemischte Methodik zu vermeiden, wurde nach Namen (Vor- und Nachname) ausgesucht, wobei eine große Anzahl typisch türkischer, marokkanischer und einheimischer Namen als Suchbegriffe verwendet wurden. Als Grund dafür nennt Koopmans, dass Bevölkerungsstatistiken nicht immer Informationen über den Migrationshintergrund enthalten. Es wurden sowohl Mobil- als auch Festnetznummern angerufen. Die Interviews wurden mithilfe von Computer-Unterstützung (CATI) in der jeweiligen Landessprache oder Türkisch/Arabisch durchgeführt. Demografische und soziale Kontrollvariablen, also solche, die sich während des Experiments nicht ändern, waren im Falle der Umfrage: Land des Wohnsitzes, Alter, erste oder zweite Immigrantengeneration (dabei handelt es sich um Gastarbeiter, die vor 1975 eingewandert sind, und deren Kinder, die entweder im Befragungsland geboren wurden oder dort hingezogen sind, bevor sie 18 Jahre alt waren; auch galten regionale Quoten für die Herkunftsregion der befragten Muslime), Geschlecht, Familienstand, Arbeitsstatus, Jobstatus, Wohnsituation (Miete oder Eigenheim) und der Bildungsgrad (primär bis tertiär). Quoten für Alter, Geschlecht, Anrufzeit (Tageszeit) und Generation der Einwanderung seien eingehalten worden, um innerhalb der Gruppen repräsentative Ergebnisse zu erzielen.
Als Immigranten wurden alle Personen definiert, die selbst im Ausland geboren wurden oder bei denen dies mindestens bei einem Elternteil zutrifft. Zu den Christen wurden alle gezählt, die sich selbst als solche bezeichnen und bei denen beide Eltern und sie selbst im Inland geboren wurden.
Bei beiden Gruppen unterschied Koopmans Untergruppen. Bei den Christen waren das Katholiken, Mainline-Protestanten und non-mainstream Protestanten. Die Muslime setzten sich aus Sunniten, Schiiten und Aleviten zusammen.
Von der Analyse ausgeschlossen waren Personen, die keine Religion angegeben hatten. Das waren mehr Menschen ohne Migrationshintergrund als Immigranten. Allerdings wurden nicht alle Fragen auch an alle gestellt. Bei den Fragen zur Feindseligkeit z. B. ist von Islam und Westen die Rede und nicht von Islam und Christentum, da bei dieser Kategorie auch nicht-religiöse Personen befragt wurden. Deshalb ist die Gesamtzahl der Befragten je nach Frage-Set unterschiedlich. Christen aus Marokko und der Türkei, sowie Muslime ohne Migrationshintergrund wurden ausgenommen. Ausgenommen wurden außerdem Muslime von der Zielgruppe, wenn sie nur einen Berber-Dialekt, Kurdisch oder Assyrisch sprachen.
Durch den Ausschluss von großen Teilen der Zielgruppe und der unterschiedlich hohen Anzahl befragter Personen bestehen bei den angegebenen Parametern und der Methodik Probleme bezüglich der Validität der Ergebnisse. Außerdem gibt Koopmans nicht an, welchem Prozentsatz der Gesamtbevölkerung die von ihm befragten Muslime entsprechen. Daher ist fraglich, wie repräsentativ seine Studie für die westeuropäische Gesellschaft ist.
Trotz einiger, auch durch den Autor selbst, dargelegten Probleme im Vorfeld, erhoffte er sich von der Studie einen länderübergreifenden Vergleich. Eine Einbeziehung aller muslimischen Immigranten auf der jeweiligen Länderebene beispielsweise lehnte die Studie ab, da die Ergebnisse dann nicht vornehmlich den Vergleich zwischen verschiedenen europäischen Ländern zeigten, sondern eher zwischen den jeweiligen Herkunftsländern der Migranten. Der gewählte Ansatz stellte für Koopmans eine Abwägung zwischen der besten Sampling-Methode in einem bestimmten Land gegenüber der besten Methode für alle Länder zusammen dar. Jeder Ansatz habe seine Schwachstellen.

### Items
Die Durchführung der Studie umfasste die Abfrage von Items aus verschiedenen Fragekategorien. Die Antwortmöglichkeiten waren: „Stimme zu“, „Stimme nicht zu“ und „weiß nicht“ bzw. „Antwort verweigert“. Zustimmung wurde als fundamentalistische Antwort gewertet. Doch da sich eine fundamentalistische Haltung nicht aus der alleinigen Übereinstimmung mit einer der Aussagen ablesen lasse, wurde zusätzlich ein Index aus allen drei Items gebildet. Ablehnung und Nicht-Wissen/Verweigerung wurde als nicht-fundamentalistische/feindselige Antwort gewertet.
Im Einklang mit der obigen Definition maß der Autor Fundamentalismus in dieser Studie durch drei miteinander zusammenhängende Aussagen:
1. Die Gläubigen sollten zu den Wurzeln des Islams (Christentums) zurückkehren.
2. Es gibt nur eine einzige Auslegung der Bibel bzw. des Korans, an der jeder Christ bzw. Muslim festhalten muss.
3. Die Regeln des der Bibel bzw. des Korans haben Vorrang vor Gesetzen des Landes (der betreffenden Umfrage).[17]

Die Feindlichkeit gegenüber Fremden/Nicht-Gruppenmitgliedern wurde mit den folgenden Aussagen gemessen:
1. Ich möchte keine homosexuellen Personen zum Freund haben.
2. Juden kann man nicht trauen.
3. Muslime streben danach, die westliche Kultur zu zerstören (bei Einheimischen) / Westliche Länder streben danach, den Islam zu zerstören (bei Personen türkischer oder marokkanischer Herkunft).[15]

Koopmans bediente sich für die Auswertung seiner Studie der multivariaten Regressionsanalyse, die dann verwendet wird, wenn die Beziehung zwischen mehreren unabhängigen und abhängigen Variablen gleichzeitig untersucht werden soll.
Um den Grad an Übereinstimmung (interne Konsistenz) zwischen mehreren Fragen in der Studie zu messen, wurde für jedes Frage-Set ein Cronbach-Alpha-Koeffizient errechnet. Ab einem Wert von 0,7 gelten Fragen als genügend konsistent. Für die Fragen nach der fundamentalistischen Einstellung der Probanden gab Koopmans 0,76 an. Beim zweiten Frage-Set liege er bei 0,66.
Weitere drei Fragen galten der religiösen Identifizierung:
1. In welchem Umfang fühlen Sie sich als Christ bzw. Muslim?
2. In welchem Umfang fühlen Sie sich Christen bzw. Muslimen verbunden?
3. In welchem Umfang sind Sie stolz darauf, ein Christ bzw. Muslim zu sein?

Diese Fragen konnten mit einem Wert auf einer Skala von 1 (gar nicht) bis 5 (sehr) beantwortet werden.
Schließlich wurde noch die gefühlte bzw. persönlich erlebte Diskriminierung gemessen, um zu prüfen, ob sich der ermittelte Fundamentalismus mit einer Flucht in Religion erklären lässt. Dazu gab es sechs spezifische Fragen: „Wie oft fühlen Sie sich wegen Ihrer Herkunft/Religion diskriminiert: auf Wohnungssuche, auf Jobsuche, im Café oder Club, in der Schule, von der Polizei oder von einer öffentlichen/staatlichen Institution?“. Die Fragen konnten mit nie, fast nie, manchmal, oft und immer beantwortet werden.

### Ergebnisse
In Bezug auf die drei Fragen, die Fundamentalismus definieren sollen, unterschied Koopmans zwischen Muslimen der ersten und zweiten Generation. Die höchsten Werte hatten die muslimischen Immigranten der ersten Generation: 60 % fanden, dass der Islam zu seinen Wurzeln zurückkehren sollte, 75 % glaubten an nur eine, bindende Koraninterpretation und 65 % hielten religiöse Regeln für wichtiger als nationale Gesetze. 44 % stimmten allen drei Aussagen zu. Bei der zweiten Generation sind es etwa 50 %, 70 %, 65 % und 40 % für alle drei Fragen. Die Christen wiederum gaben zu 20 %, 15 %, 10 % und 5 % für alle drei Fragen, zustimmende Antworten.
Um die Ergebnisse mit und ohne verschiedene Einzelfaktoren zu untersuchen, gab Koopmans nicht-standardisierte Regressionskoeffizienten und Signifikanzniveaus in Tabellen an. Die Katholiken und Österreich galten dabei als Referenzgrößen. Die so angegebenen Ergebnisse sind für Personen, die nicht mit dieser Methodik vertraut sind, nur schwer verständlich. Lediglich einzelne Auswertungen wurden von Koopmans im Text hervorgehoben und dann auch als Prozentzahlen angegeben. Um verschiedene Zusammenhänge auszuwerten, gab Koopmans in seinen Tabellen fünf Modelle an, die jeweils verschiedene Faktoren einbeziehen. Das erste Modell bezog sich nur auf die untersuchten religiösen Gruppen mit ihren Kontrollvariablen. Modell 2 addierte die demografischen und sozio-ökonomischen Faktoren, sowie die Länder. Modell 3 bezog zusätzlich zu Modell 2 noch die Religiosität mit ein. Die Modelle 4 und 5 zeigten die Ergebnisse für die Gesamtheit der Christen bzw. Muslime, ohne zwischen Untergruppen zu differenzieren. Bei Modell 5 wurde zusätzlich nach der erlebten Diskriminierung der Muslime gefragt.
Für den Autor zeigten seine Ergebnisse, dass demografische Faktoren keine große Rolle spielen, sozio-ökonomische dagegen schon. Der wichtigste dabei sei die Bildung. Modell 3 zeige, dass religiöse Identifikation ein wichtiger Prädiktor für Fundamentalismus sei. Das hieße, dass der Unterschied zwischen Sunniten und den anderen muslimischen Gruppen anhand religiöser Identifizierung erklärt werden kann. Nur bei den Christen spiele das Alter für eine fundamentalistische Einstellung eine Rolle.
Reaktive Religiosität aufgrund von Diskriminierung scheine es wenig zu geben. Koopmans zeigte sich erstaunt, dass bei Ländern, die Migranten stärker einschränken, die reaktive Religiosität sogar niedriger zu sein scheint. Hingegen lege der Ländervergleich zwischen Christen und Muslimen nahe, dass sich die Muslime an den Religiositätstyp anpassen, der unter der christlichen Bevölkerungsmehrheit ihrer jeweiligen Länder vorherrsche. Wo Christen weniger fundamentalistisch seien wie in Schweden, Deutschland und den Niederlanden, treffe dies auch auf die Muslime zu.
Auch beim zweiten Frage-Set zeigten die muslimischen Immigranten der ersten Generation die höchsten Werte. 60 % möchten keine homosexuellen Personen zum Freund haben, 47 % geben an, dass man Juden nicht trauen könne, 53 % denken, dass der Westen den Islam zerstören will und etwa 38 % stimmten allen drei Aussagen zu. Die Unterschiede zwischen den Muslimen der ersten und zweiten Generation sind gering. Bei den Christen sind es 11 %, 9 %, 22 % und 2 %.
Zu dieser Fragestellung gab Koopmans ebenfalls eine Tabelle an, die die Unterschiede zwischen den Subgruppen mit und ohne zusätzliche Faktoren anzeigt. Auch hier sah der Autor, dass die sozio-ökonomischen Aspekte wichtig sind, aber auch Alter und Geschlecht eine Rolle spielten. Modell 3 zeige den Zusammenhang zwischen Fundamentalismus und Feindseligkeit nach außen.

## Schlussfolgerungen
Als Schlussfolgerungen ergaben sich für Koopmans folgende Antworten auf seine vier Zielfragen:
1. Fundamentalismus ist unter westeuropäischen Muslimen kein Randphänomen. Fundamentalistische Ansichten/Strukturen sind weit verbreitet, werden aber nicht allen geteilt.[26]
2. Sozio-ökonomische Marginalisierung ist bei muslimischen Immigranten in ähnlicher Weise mit Fundamentalismus korreliert wie bei Christen. Die wahrgenommene Diskriminierung hat dagegen wenig damit zu tun.[27]
3. Zwischen starker Religiosität und Fundamentalismus besteht weder bei Christen noch bei Muslimen eine zwingende Korrelation.[28]
4. Wie bei Christen besteht eine klare Korrelation zwischen Fundamentalismus und Feindlichkeit gegenüber Fremdgruppen. Starke Religiosität allein ist dagegen gar nicht (bei Christen) bzw. schwach (bei Muslimen) mit Feindlichkeit gegenüber Fremdgruppen korreliert.[28]

Koopmans hält es für falsch, aus den Befunden der Studie abzuleiten, dass es zwischen (liberalem) Christentum und (fundamentalistischem) Islam eine fundamentale Differenz gibt, weil fundamentalistische Weltsichten auch bei Christen verbreitet seien und umgekehrt viele muslimische Migranten derartige Weltsichten nicht teilten. Auch warnt er davor, die Ergebnisse der Studie auf andere Regionen der Welt zu übertragen, weil die Situation in Westeuropa dadurch gekennzeichnet sei, dass Muslime hauptsächlich aus konservativen, ruralen Gegenden kämen und europäische Christen weniger religiös und sozial konservativ seien als Christen in anderen Teilen der Welt. Religiös-konservative Muslime träfen auf eine säkularisierte einheimische Bevölkerung treffen und die Unterschiede seien entsprechend groß. In den Vereinigten Staaten von Amerika sei der Unterschied zwischen Muslimen und Christen dagegen erheblich kleiner.

## Rezeption

### In den Medien
Koopmans Studie wurde in den Medien sehr unterschiedlich aufgenommen. Besonders öffentlichkeitswirksam war die Durchsetzung einer Diskussion über Koopmans von Studenten der Berliner Humboldt-Universität im Institutsrat. Ein Artikel von Gerald Wagner mit dem Titel „Eisberg in der Wohlfühlzone – Islamforscher am Pranger“ auf faz.net, aktualisiert am 27. Juli 2016, berichtete über diesen Vorfall. Dort heißt es, dass die Studenten Koopmans des Rassismus bezichtigten und ihm vorwarfen, die gesellschaftliche Realität zu ignorieren. Der Artikel verteidigte den Wissenschaftler allerdings und kritisierte die Humboldt-Universität für ihre Reaktion auf die Vorwürfe der Studenten. Auf der anderen Seite sieht Elhakam Sukhni von der Universität Osnabrück die Studie kritisch und äußerte Bedenken gegenüber Koopmans methodischem Vorgehen in einem Interview mit Deutschlandfunk Nova vom 12. Januar 2015. Die Welt erwähnte die Umfrage am 12. Dezember 2013 und gab die Ergebnisse wieder, allerdings ohne weiter zu differenzieren.
Auch in den ausländischen Medien wurde die Studie rezipiert. Zwei Artikel der Washington Post, die im Abstand von drei Tagen erschienen, widmeten sich Koopmans Ergebnissen. Eric Voeten, dessen Artikel am 13. Dezember 2013 veröffentlicht wurde, zeigte sich vor allem besorgt darüber, dass die Studie hauptsächlich die Debatte um den Islam in den Medien weiter anheizen und fremdenfeindlichen Parteien in die Karten spielen würde. Er ging aber auch davon aus, dass Koopmans Ergebnisse gesellschaftlich relevant seien und nicht ignoriert werden sollten. Für Cas Mudde andererseits, dessen Artikel am 16. Dezember 2013 erschien, liegt das größte Problem der Studie in der Unterscheidung zwischen „muslimischen Immigranten“ und „christlichen Einheimischen“. Auch äußerte Mudde Bedenken bezüglich Koopmans Methodik und der Rezeption der Studie in den Medien. Schließlich versuchte er die Ergebnisse zu relativieren, indem er aufzeigte, dass es keine Unterschiede in der Einstellung von Muslimen zu Fundamentalismus in Europa und den USA geben würde; stattdessen hätten die USA aber ein größeres Problem mit fundamentalen Christen. Die niederländische Trouw-Zeitung berichtete ebenfalls über die Studie. Sie legte am 13. Dezember 2013 die Ergebnisse und Koopmans Ansichten dar, zitierte aber auch zwei Kritiker der Studie und deren Argumente.

### Verwendung der Studie durch die AfD-Fraktion
Nicht zuletzt diente die Studie später der AfD-Bundestagsfraktion als Beleg für die Verinnerlichung „gesetzeswidriger Handlungsanweisungen“ des Koran durch europäische Muslime in ihrem Antrag "Unvereinbarkeit von Islam, Scharia und Rechtsstaat – Der Radikalisierung den Boden entziehen, keine Verbreitung gesetzwidriger Lehren", über den am 11. Oktober 2018 eine heftige Bundestagsdebatte geführt wurde. Die AfD-Fraktion bezog sich in ihrem Antrag  auf diese Studie, um zu verdeutlichen, dass eigentlich allen Muslimen eine fundamentalistische Einstellung zu attestieren sei. Dabei zitierte die Fraktion selektiv Ergebnisse der Studie, ohne die Werte der Vergleichsgruppen zu nennen. Sie gab wieder, dass 60 % der Muslime der Meinung wären, dass sich alle Muslime auf den ursprünglichen Islam besinnen sollen, dass 65 % im Konfliktfall die Vorschriften der Religion den Gesetzen des Staates vorziehen würden, und 75 % an nur eine, verbindliche Koraninterpretation glauben würden. Tatsächlich sind das aber nur die Ergebnisse der ersten Generation muslimischer Einwanderer mit türkischen und marokkanischen Wurzeln. Weiterhin wurden die Ergebnisse verallgemeinert, d. h. auf alle europäischen Muslime übertragen, obwohl nur bestimmte Gruppen befragt wurden, worauf Koopmans zwar hinwies, aber, unter Verweis auf den Kompromiss bei der Sampling-Methode, selbst auf diese Weise argumentierte. Ebenso wurde von der AfD-Fraktion nicht erwähnt, dass Koopmans eine spezifische und von anderen Begriffen abgegrenzte Definition von Fundamentalismus in seiner Studie zu Grunde legte. Auch die komplizierte Zusammensetzung der berücksichtigten Parameter sowie die oben genannten problematischen Aspekte die Methodik betreffend wurden von der AfD-Fraktion nicht angegeben. Stattdessen wurden die Ergebnisse als solide Tatsachen dargestellt.
Dies kritisierte der SPD-Abgeordnete Karl-Heinz Brunner in seiner Rede der zugehörigen Bundestagsdebatte vom 11. Oktober 2018. Brunner warf der AfD-Fraktion vor, bewusst Unwahrheiten zu verbreiten. Er äußerte in seinem Redebeitrag, dass die AfD-Fraktion ihren Antrag nicht auf qualitative Studien gründe. Stattdessen betone „der Autor der einzigen Studie, auf die sich bezogen wird, [...], dass nur eine Minderheit deutscher Muslime überhaupt fundamentalistische Einstellungen hat“. Welche Aussage der WZB-Studie Brunner damit meinte, ist unklar, da Koopmans sich explizit nicht zu der Situation einzelner Länder äußerte, sondern einen europäischen Vergleich anstrebte. Brunner überging damit ebenfalls Koopmans Definition von Fundamentalismus und ließ sich auf das Verständnis dieses Begriffs der AfD-Fraktion ein.

### Studien
- Koopmans 2014, Religious fundamentalism andout-group hostility among Muslims and Christians in Western Europe
- Ersanilli/Koopmans 2013, The Six Country Immigrant Integration Comparative Survey (SCIICS) – Technical report

### Medienberichte
- Gerald Wagner: Eisberg in der Wohlfühlzone Frankfurter Allgemeine vom 27. Juli 2016
- Nele Freudenberger mit Elhakam Sukhni: Fundamental anders Deutschlandfunk Nova 12. Januar 2015
- Eric Voeten: How widespread is Islamic fundamentalism in Western Europe? Washington Post vom 13. Dezember 2013
- Cas Mudde: Muslim fundamentalism in Europe... So what? Washington Post vom 16. Dezember 2013
- Robin de Wever: Enquête bewijst dat veel Europese moslims fundi zijn. Of toch niet? Trouw 13. Dezember 2013
- Muslime: Religion ist wichtiger als das Gesetz Welt vom 12. Dezember 2013

### Anträge
- Antrag der AfD-Fraktion des Bundestages "Unvereinbarkeit von Islam, Scharia und Rechtsstaat – Der Radikalisierung den Boden entziehen, keine Verbreitung gesetzwidriger Lehren", 10. Oktober 2018, Drucksache 19/4840

### Diskussion im Bundestag
- Plenarprotokoll (S. 5890–5908) und Debatte 19/55 im Deutschen Bundestag zum Antrag "Unvereinbarkeit von Islam, Scharia und Rechtsstaat – Der Radikalisierung den Boden entziehen, keine Verbreitung gesetzwidriger Lehren" der AfD-Fraktion am 11. Oktober 2018. Digitalisat